# Lycosoides subfasciata
Lycosoides subfasciata là một loài nhện trong họ Agelenidae.
Loài này thuộc chi Lycosoides. Lycosoides subfasciata được Eugène Simon miêu tả năm 1870.